# Le Cycliste (Gontcharova)
Pour les articles homonymes, voir Le Cycliste.
Le Cycliste est un tableau de l'artiste russe Nathalie Gontcharova réalisé en 1913. Cette huile sur toile futuriste représente un homme à bicyclette aperçu de profil. Elle est conservée au Musée russe, à Saint-Pétersbourg.